# Nosilke helikopterjev razreda Kondor
Razred Kondor (rusko Кондор, Projekt 1123 Kondor, andski kondor) je bil prvi razred operativnih nosilk zrakoplovov (nosilka helikopterjev) (helikopterskih križark po sovjetski klasifikaciji), ki ga je zgradila Sovjetska zveza za Sovjetsko vojno mornarico.

## Zgodovina
Ladje so bile zgrajene v Ladjedelnici št. 444. Prva ladja je bila splavljena leta 1965 in poimenovana Moskva (Moskva); vojni mornarici je bila predana dve leti pozneje. Moskvi je sledil Leningrad (Leningrad), ki je bil predan vojni mornarici konec leta 1968; nadaljnje ladje niso bile zgrajene, domnevno zaradi slabega upravljanja ladij v nemirnem morju.
Nosilke helikopterjev razreda Kondor so bile konstruirane primarno za protipodmorniško bojevanje in njihovo orožje ter suita senzorjev sta bila optimizirana za grožnjo jedrskih podmornic. Njihova strateška vloga je bilo branjenje sovjetskih bastijonov strateških jedrskih podmornic proti vdorom zahodnih jurišnih jedrskih podmornic in tako so bile poveljniške ladje protipodmorniških skupin.
Operativne zahteve je izdal admiral flote Sovjetske zveze Sergej Georgijevič Gorškov leta 1959. Namen ladij je bil nasprotovati NATO-vim strateškim jedrskim podmornicam razreda Polaris in delovati kot poveljniške ladje za protipodmorniško bojevanje. Sprva je vojna mornarica nameravala uporabljati deset helikopterjev z 8000-tonske ladje. Razred je konstruiral Nevski konstruktorski biro iz Leningrada pod vodstvom glavnega konstruktorja Aleksandra Sergejeviča Savičevega (leta 1967 ga je zamenjal njegov namestnik Arkadij Vasiljevič Marinič). Dizajn se je razvil v večje ladje, zmožne uporabljati do 14 helikopterjev in oborožitev za samoobrambo.
Moskva je v času Jomkipurske vojne leta 1973 okrepila 5. operativno eskadro Sovjetske vojne mornarice v Sredozemskem morju, v času napetosti med vojnima mornaricama Sovjetske zveze in ZDA. Ladja je opravila precej odprav v Sredozemsko morje in severni Atlantik, med drugim je v letih 1974 in 1982 obiskala Reko, v letih 1979 ter 1981 pa Dubrovnik. Leta 1982 je obiskala Lagos in Luando.
Leningrad so 4. avgusta 1971 obiskali generalni sekretar KPSZ Leonid Iljič Brežnjev, maršal Sovjetske zveze Andrej Antonovič Grečko in vrhovni poveljnik Sovjetske vojne mornarice Sergej Georgijevič Gorškov. Podobno kot Moskva je ladja opravila številne odprave v Sredozemsko morje, severni Atlantik in Indijski ocean. Med drugim je leta 1975 obiskala Dubrovnik, leta 1976 pa Split.

## Ladje
Obe ladji sta bili del Črnomorske flote. Leningrad je bil upokojen leta 1991, Moskva pa leta 1996. Leningrad je bil razrezan leta 1995, Moskva pa leta 1997. Tretja ladja po imenu Kijev je bila odpovedana leta 1969, prvotno pa naj bi bila namenjena za protiladijsko bojevanje. Razredu Kondor je v 70. letih 20. stoletja sledil razred večjih letalonosilk razreda Krečjet.
| Ime       | Ime po    | Ladjedelnica         | Gredelj položen   | Splavljena      | Predana           | Stanje                       |
| --------- | --------- | -------------------- | ----------------- | --------------- | ----------------- | ---------------------------- |
| Moskva    | Moskva    | Ladjedelnica št. 444 | 15. december 1962 | 14. januar 1965 | 25. december 1967 | Razrezana v Alangu leta 1997 |
| Leningrad | Leningrad | Ladjedelnica št. 444 | 15. januar 1965   | 31. julij 1968  | 2. junij 1969     | Razrezana v Alangu leta 1995 |
| Kijev     | Kijev     | Ladjedelnica št. 444 | December 1967     |                 |                   | Odpovedana leta 1969         |

### Navedki
1. ↑  »StackPath«.
2. ↑  »Project 1123 Kondor«. russianships.info. Pridobljeno 22. julija 2020.
3. ↑  Jordan,John, 'Soviet Warships 1945 to Present', Revised & Expanded Edition, ISBN 1-85409-117-4, Published by Arms & Armour Press (London, UK), 1992
4. ↑  »Аланг. Где умирают корабли«. Arhivirano iz spletišča dne 10. novembra 2013. Pridobljeno 10. novembra 2013.
5. ↑  Балакин С. А., Заблоцкий В. П. (2007), Советские авианосцы. Авианесущие крейсера адмирала Горшкова, Москва: Яуза, ЭКСМО